# Citalopram
Il citalopram è un farmaco antidepressivo appartenente alla classe degli inibitori selettivi della ricaptazione della serotonina (SSRI) prescritto per il trattamento della depressione maggiore e dei disturbi d'ansia (ansia generalizzata, attacchi di panico e disturbo ossessivo-compulsivo). Al pari degli altri SSRI, negli anni questa molecola è stata approvata o comunque utilizzata off-label per il trattamento di altri disturbi anche non prettamente psichiatrici come disturbo disforico premestruale, neuropatia diabetica e dismorfofobia, per citarne alcuni.
Il citalopram è conosciuto per la sua alta selettività dell'inibizione della ricaptazione della serotonina e come risultato il farmaco ha meno effetti collaterali non legati alla sua attività serotoninergica. Il citalopram è una miscela degli enantiomeri S e R (quello levogiro è approvato come farmaco antidepressivo col nome escitalopram).
In Italia, è commercializzato da Lundbeck con i nomi di Seropram ed Elopram, oltre a essere disponibile come farmaco generico.

## Utilizzi
Viene largamente impiegato, data la sua tollerabilità, nelle sindromi depressive acute o croniche e nel trattamento dei disturbi d'ansia, come l'ansia generalizzata o il disturbo da attacchi di panico, a dosaggi compresi fra i 10 e i 40 mg giornalieri. A dosaggi elevati, vicino a quelli massimali, viene impiegato nel trattamento del disturbo ossessivo compulsivo. Se la risposta è insufficiente la dose può essere aumentata fino ad un massimo di 60 mg al giorno (questa indicazione non è raccomandata).
Generalmente la terapia viene iniziata con un dosaggio basso che viene incrementato lentamente fino a raggiungere quello terapeutico, in modo da diminuire gli effetti collaterali, specie quelli di natura gastrointestinale, che tendono ad essere più evidenti all'inizio della terapia. Ugualmente, la diminuzione deve essere particolarmente graduale in modo da evitare la così detta sindrome da sospensione. 
L'effetto terapeutico completo si manifesta generalmente in 2-4 settimane dall'inizio della terapia, di più (fino a 10-12 settimane) nei disturbi ossessivo-compulsivi.

## Effetti collaterali
Il profilo di effetti collaterali del Citalopram è sovrapponibile a quello dell'Escitalopram. Gli effetti collaterali più comuni (sperimentati da più del 10% dei pazienti) consistono in
- Disturbi gastrointestinali (nausea, diarrea)
- Disfunzioni sessuali (disfunzione erettile, calo della libido, anorgasmia), anedonia
- Sonnolenza, sedazione e affaticamento, insonnia
- Ansia, nervosismo, tremori
- Sudorazione, bocca secca
- Sogni vividi, incubi

Questi effetti collaterali, in genere di lieve entità, tendono a diminuire nel corso delle prime settimane di trattamento; gli effetti collaterali sulla sfera sessuale tendono invece a comparire nel corso delle prime settimane di trattamento e a persistere nel corso dell'assunzione (può accadere che alcuni effetti collaterali, specie le disfunzioni sessuali, persistano per un tempo indefinito, anche anni, dopo la sospensione del trattamento, generando la così detta Sindrome Post-SSRI).
Nel 2004 la FDA allerta per il rischio di un aumento di ideazione suicidaria per un peggioramento del comportamento, soprattutto negli adolescenti in terapia con gli SSRI. Un'analisi condotta dalla FDA mostrò però una variazione statisticamente insignificante di aumento della percentuale di suicidio negli adulti trattati con citalopram.

## Avvertenze
Interruzione del trattamento/sindrome da astinenza: la sospensione del trattamento con citalopram deve avvenire gradualmente per ridurre il rischio di sindrome da astinenza (nausea, capogiri, cefalea, vomito, dolori muscolari, acatisia, disturbi del sonno). Nella maggior parte dei pazienti i sintomi di astinenza si risolvono in 2-3 settimane ma in un numero limitato di pazienti si sono protratti per un periodo maggiore (2-3 mesi). I sintomi da astinenza si possono verificare, oltre che al termine del trattamento, alla variazione del dosaggio, al passaggio da un antidepressivo ad un altro oppure quando la dose non viene assunta. Non interrompere mai bruscamente la terapia con citalopram quando compaiono i sintomi d'astinenza. Nel database francese delle segnalazioni spontanee per le ADR, dall'introduzione in commercio dei vari SSRI fino al 2000, il citalopram è inserito al penultimo posto per la sindrome da astinenza (2 segnalazioni); la molecola meno segnalata è la sertralina (1 segnalazione) e la più segnalata è la paroxetina (29 segnalazioni).
Prolungamento dell'intervallo QTc: poiché il citalopram può prolungare l'intervallo QTc, si raccomanda cautela in caso di pazienti con prolungamento congenito dell'intervallo QTc oppure in caso di associazioni farmacologiche con farmaci noti per prolungare l'intervallo QTc. L'associazione degli antidepressivi con antipsicotici aumenta il rischio di prolungamento dell'intervallo Qtc.
Diabete: nei pazienti con diabete la somministrazione di un SSRI può influenzare il controllo glicemico. L'aumento del tono serotoninergico indotto dall'antidepressivo, infatti, sembrerebbe aumentare la secrezione e la sensibilità all'insulina (Gulseren et al., 2005). Il dosaggio dei farmaci antidiabetici, ipoglicemizzanti orali e insulina, potrebbe richiedere quindi un aggiustamento.
Iponatremia: gli SSRI possono indurre iponatremia (valore medio di 120 mmoli/L) con un aumento del rischio di 3,5 volte. Nella maggior parte dei pazienti questo effetto avverso si manifesta durante il primo mese di terapia; il rischio è maggiore nelle donne anziane e nei pazienti in terapia con diuretici. L'iponatremia si manifesta con confusione, convulsioni, senso di fatica, delirio, sincope, sonnolenza, agitazione, vertigini, allucinazioni; più raramente con aggressività, disturbi della personalità e depersonalizzazione. La comparsa quindi di sintomi neuropsichiatrici durante il primo mese di trattamento deve suggerire la misurazione degli elettroliti sierici.
Alcool: non sono state osservate interazioni tra Citalopram e bevande alcoliche; tuttavia la loro associazione è sconsigliata.
Gravidanza: valutare attentamente il rapporto rischio/beneficio prima di somministrare citalopram in donne in gravidanza. La depressione può arrivare a colpire fino al 20% delle donne in stato di gravidanza ed è stata associata a ritardo di crescita uterina e a basso peso alla nascita. La depressione materna non trattata può inoltre alterare il rapporto madre-neonato (scarsa capacità genitoriale). Gli studi clinici relativi all'impiego degli SSRI (intesi come classe terapeutica) hanno evidenziato un basso rischio di anomalie congenite; l'analisi dei singoli farmaci ha evidenziato un correlazione con difetti cardiaci settali e omfalocele per sertralina e paroxetina. L'esposizione agli SSRI durante il terzo trimestre di gravidanza può provocare nel neonato la comparsa della sindrome da astinenza da SSRI e ipertensione polmonare persistente. I sintomi più frequenti relativi alla sindrome da astinenza includono: agitazione, irritabilità, ipo/ipertonia, iperriflessia, sonnolenza, problemi nella suzione, pianto persistente. Più raramente si sono manifestati ipoglicemia, difficoltà respiratoria, anomalie della termoregolazione, convulsioni. L'ipertensione polmonare persistente è una grave patologia che richiede terapia intensiva e che può indurre anomalie dello sviluppo neurologico e morte. L'incidenza è pari a 1/100 neonati esposti a SSRI nella seconda metà della gravidanza rispetto ad una incidenza di 1/1000 nati vivi nella popolazione generale. Probabilmente questa patologia è correlata ad effetti della serotonina sullo sviluppo cardiovascolare. Il passaggio transplacentare degli SSRI può provocare emorragie nel neonato. Non sono noti gli effetti dovuti all'esposizione in gravidanza agli SSRI sullo sviluppo neurocomportamentale dei bambini tuttavia ci sono evidenze di aumentato rischio di autismo e aumentata probabilità di depressione in età adolescenziale. Nelle donne in gravidanza in terapia con SSRI si raccomanda un monitoraggio ecografico fetale alla 20ª settimana per evidenziare eventuali malformazioni fetali e il monitoraggio di segni e/o sintomi riconducibili a tossicità neontale (distress respiratorio, ittero, convulsioni, PPHN).
Allattamento: sebbene nel latte materno la concentrazione di citalopram e dei suoi principali metaboliti, demetilcitalopram e didemetilcitalopram, sia risultata maggiore rispetto a quella ematica, la quantità di queste sostanze nel bambino allattato al seno è minima o inferiore al limite diagnostico. Nei trial clinici non sono stati evidenziati effetti tossici nel bambino allattato al seno.

## Farmacologia
| Receptor | Ki (nM) |
| -------- | ------- |
| SERT     | 1.6     |
| NET      | 6 190   |
| 5-HT2C   | 617     |
| α1       | 1 211   |
| M1       | 1 430   |
| H1       | 283     |

Il Citalopram è un inibitore potente e selettivo del reuptake della serotonina: è cioè in grado di bloccare l'attività del trasportatore della serotonina (una proteina trasportatrice di membrana il cui compito è prelevarla dalla fessura sinaptica e trasportarla all'interno delle cellule cerebrali). Ciò si ritiene porti ad un aumento della concentrazione di serotonina nel vallo sinaptico. Tra tutti gli SSRI, il citalopram è la molecola più selettiva, cioè che mostra la maggiore affinità per il suo target farmacologico rispetto agli altri target secondari (come il trasportatore della noradrenalina).
Mostra poi una debole affinità per il recettore istaminico e ciò può rendere conto delle sue leggere proprietà sedative. Il Citalopram inoltre inibisce, similmente agli altri SSRI, l'enzima CYP2D6 e può quindi portare ad un incremento delle concentrazioni plasmatiche di farmaci come risperidone, tramadolo, codeina e aripiprazolo.
Il Citalopram è in realtà una miscela racemica dei due enantiomeri R-(-)-Citalopram ed S-(+)-Citalopram (commercializzato come Escitalopram). Quest'ultimo sembrerebbe avere una ancora maggiore selettività per il trasportatore della serotonina e quindi offrirebbe un vantaggio terapeutico, la reale portata di questo effetto è però dubbia.